# Groupe opérationnel indépendant de Polésie
Le Groupe opérationnel indépendant de Polésie (en polonais Samodzielna Grupa Operacyjna "Polesie") fut une unité polonaise opérant au cours de la campagne de Pologne. Largement imposée par les circonstances, sa composition changea souvent de configuration. Il était placé sous le commandement du général Franciszek Kleeberg.

## Historique
Le lendemain du début de la Seconde Guerre mondiale, le 2 septembre, la forteresse polonaise de Brest-Litovsk subit les premiers bombardements allemands : les avions allemands lâchent 10 bombes qui endommagent le « Palais blanc ». Dans les casernes de la forteresse, les fantassins du 35 bataillon du 82 régiment d'infanterie, et d'autres encore, se mettent en position, de même, les réservistes s'attendant à une attaque de leur côté.
Les garnisons de la ville et de la forteresse sont placées sous la protection du Groupe opérationnel indépendant de Polésie, sous le commandement du général Franciszek Kleeberg ; le général Konstanty Plisowski, le 11 septembre, est également nommé chef de garnison, qui forme, avec les troupes à sa disposition (environ 2 000 à 2 500 hommes), un détachement composé de 4 bataillons (trois de fantassins, un du génie) disposant de l'appui de quelques batteries, de deux trains blindés et de quelques chars Renault FT, datant de la Première Guerre mondiale. Les défenseurs de la citadelle n'ont même pas d'armes antichars, alors qu'ils ont précisément besoin de ce type d'armement.
Le 13 septembre, les familles des combattants de la forteresse sont évacuées : ponts et passerelles sont minés ; la porte principale est bloquée par des chars Renault et, dans les remparts en terre, sont creusées des tranchées pour les fantassins.
Le 19e corps d'armée blindé allemand, du général Heinz Guderian, entre à Brest, sur le Bug. Il avance depuis la Prusse orientale, à la rencontre des autres divisions blindées allemandes venant du sud. Le général Guderian a décidé de prendre la ville de Brest, pour ne pas donner aux défenseurs de la forteresse la possibilité de s'enfuir vers le sud et de rejoindre les forces du Groupe opérationnel indépendant.
La ville de Kobryn fut simultanément le théâtre de la résistance acharnée de la 60e Division d’Infanterie polonaise (division "improvisée") du colonel Adam Epler aux forces de la 19e Panzerdivision du général Guderian : les Polonais ne se replièrent vers le sud qu'au bout de trois jours de combat, du 14 au 18 septembre 1939. L'Armée rouge, qui avait envahi la Pologne orientale le 17 septembre, entra à Kobryn le 20.
La 60e division d'infanterie rejoignit, dans sa marche vers le sud, le Groupe opérationnel indépendant de Polésie du général Kleeberg. Ces forces combinées livreront, deux semaines plus tard, la bataille de Kock, le dernier combat des forces polonaises qui opposa le Groupe opérationnel indépendant de Polésie au XIVe corps motorisé du général Gustav Anton von Wietersheim,,.

## Organisation
Le Groupe opérationnel indépendant était placé sous le commandement du général Franciszek Kleeberg, son chef d’état-major était le colonel M. Łapicki. Kleeberg fut chargé d’organiser son groupe en agrégeant plusieurs petites unités de la région de Polésie ; la plupart étaient soit des unités de réserve ou en cours de mobilisation, soit des unités de seconde ligne (Défense territoriale) ; l’exception notable était le Korpus Ochrony Pogranicza (KOP) et la Flottille fluviale.

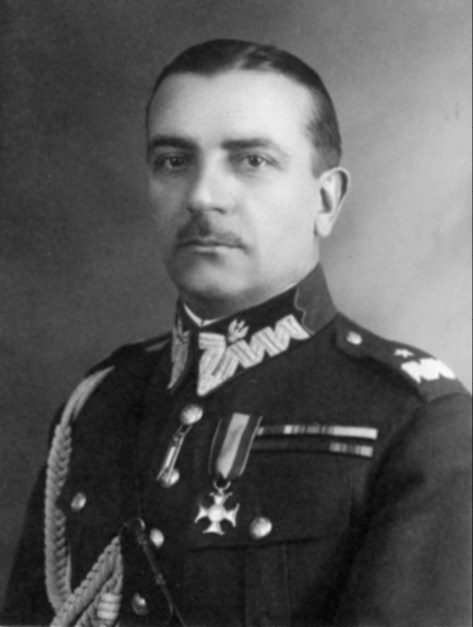
Konstanty Plisowski.

Le 14 septembre, quand le groupe fut engagé par les forces allemandes, il était composé de :
- "Groupe de Kobryń" (sept bataillons d’infanterie) - col. Adam Epler, qui avait livré la bataille de Kobryn
- "Groupe de Brest" (cinq bataillons d’infanterie, deux compagnies de tanks légers, deux trains blindés) - gén. Konstanty Plisowski, qui avait livré la bataille de Brest-Litovsk
- "Groupe polésien Drohiczyn " (trois bataillons d’infanterie) - col. Kazimierz Gorzkowski
- "Groupe Jasiołda " un bataillon d’infanterie) - major Ludwik Rau
- Flottille fluviale

Au cours des deux semaines suivantes, le Groupe subit des pertes, mais il reçut le renfort d’unités dispersées de l’armée polonaise en cours de désintégration, par exemple, les défenseurs de la zone fortifiée de Sarny (soldats du Korpus Ochrony Pogranicza commandés par le colonel Nikodem Sulik). Au total, l’effectif du Groupe s’éleva à 18 000 hommes.
Le 27 septembre, après une dernière réorganisation, la composition du Groupe était de :
- 50e division d’infanterie (de réserve, surnommée "Brzoza" du nom de son commandant) col. Ottokar Brzoza-Brzezina
- 60e division d’infanterie (de réserve, surnommée "Kobryń") col. Adam Epler
- Division de cavalerie improvisée (surnommée "Zaza")  gén. Zygmunt Podhorski (composée essentiellement d’éléments des brigades de cavalerie Podlaska et Suwalki du Groupe opérationnel indépendant Narew)

Quelques avions RWD 8 affectés au Groupe furent les derniers avions polonais dans le ciel durant cette guerre. Ils firent des vols de reconnaissance au cours de la bataille de Kock (et l’un lança même des grenades à main…).